# Hypomolis agnes
Hypomolis agnes är en fjärilsart som beskrevs av De Toulgoët 1982. Hypomolis agnes ingår i släktet Hypomolis och familjen björnspinnare. Inga underarter finns listade i Catalogue of Life.